# Matt Carpenter (athlétisme)
Pour les articles homonymes, voir Matt Carpenter et Carpenter.
Matthew Edwin « Matt » Carpenter, né le 20 juillet 1964 à Asheville, est un coureur de fond américain spécialisé en course en montagne et en skyrunning. Il est champion du monde de course en montagne longue distance 2006 et a remporté la Fila Skyrunner Series en 1994 et 1995. Il est notamment connu pour avoir remporté douze fois le marathon de Pikes Peak et y détient le record du parcours.

## Biographie
Il fait ses débuts en compétition en 1981 et court son premier marathon à Jackson en 3 h 11 min 11 s. L'année suivante, il s'améliore grandement et termine septième en 2 h 41 min 23 s. En 1984, lors d'une visite au Colorado, il court sa première course en montagne, le semi-marathon du lac Piney et se classe troisième. Il passe ensuite ses étés à Vail où il finit par emménager en 1987.
Le 22 août 1987, il court pour la première fois à Pikes Peak et termine quatrième de l'ascension. L'année suivante, il remporte sa première victoire au marathon de Pikes Peak. En 1989, il effectue le doublé. Il termine deuxième de l'ascension, remporte le marathon et le classement du « Double ».
Il développe une véritable obsession pour le marathon de Pikes Peak. Il se spécialise dans les courses en haute altitude et déménage à Colorado Springs en 1991.
Il connaît une excellente saison 1993. Il se rend en Suisse où il remporte Thyon-Dixence pour sa première participation en 1 h 8 min 40 s, à 12 secondes du record de Jairo Correa. Il prend ensuite le départ de Sierre-Zinal une semaine après. Il tient tête au Colombien Francisco Sánchez jusqu'à l'hôtel Weisshorn. Il est ensuite surpris par la remontée de Jairo Correa et lâche du terrain sur les deux Colombiens. Il termine finalement cinquième avec 6 minutes de retard. Le 22 août, il prend à nouveau le départ du marathon de Pikes Peak. Il effectue l'ascension en un temps record de 2 h 1 min 6 s, puis redescend tout aussi vite. Il termine la course en un temps record de 3 h 16 min 39 s qui n'a depuis jamais été battu,. Le 7 octobre, il remporte sa première victoire à l'Everest Marathon et se concentre alors sur la discipline naissante du skyrunning.
Il remporte la Fila Skyrunning Series en 1994 en remportant les SkyMarathons d'Aspen et de l'Everest et en terminant cinquième au Monte Rosa.
En 1995, il mène la première moitié du Mount Kenya SkyMarathon mais fait un faux pas et se tord la cheville. Il termine septième en 5 h 30 à près d'une demi-heure du vainqueur. Il remporte ensuite l'Aspen, Cervinia et Everest et remporte à nouveau la Fila Skyrunner Series.
Matt déménage à Manitou Springs en 1998. Il remporte la victoire au SkyMarathon d'Aspen qui compte alors comme championnats des États-Unis de skyrunning. Il participe à la première édition des championnats du monde de Skyrunning où il se classe onzième. Le 7 octobre, il signe le premier record du monde d'un marathon d'altitude certifié par l'Association of International Marathons and Distance Races en courant l'Everest Marathon en moins de 3 heures.
Il se marie début 2000. Cette année, il crée la course de montagne du Barr Trail avec Nancy Hobbs. Il remporte la course de côte de Vail et se qualifie pour le Trophée mondial de course en montagne à Bergen. Il y connaît une course désastreuse et termine à une lointaine 63e place.
En 2001, il devient champion d'Amérique du Nord de raquette à neige. En août, il est le premier athlète à remporter le « Double » à Pikes Peak en remportant à la fois l'ascension et le marathon.
Sa fille naît début 2002 et il prend une pause. Il effectue son retour à la compétition en juillet où il termine à une lointaine 33e place à la course du Barr Trail. Il retrouve ses bonnes sensations en remportant l'ascension de Pikes Peak un mois plus tard.
Il s'essaie à l'ultra-trail en 2004. Il remporte le San Juan Solstice 50 Mile Run, comptant comme championnats du Colorado d'ultra-trail. Il abaisse le record du parcours à 59 h 44, 43 minutes de moins que le précédent. Il participe ensuite au Leadville Trail 100 où il termine 14e.
En 2005, il remporte la course de printemps de Vail, comptant à la fois comme championnats NACAC de course en montagne et championnats des États-Unis de trail 10 km. Il remporte les deux titres,. Il est nommé par l'USATF pour le titre de coureur en montagne de l'année. Il répond aux juges qu'il fait tout son possible pour ne pas être membre de l'USATF qui, selon lui, ne supporte pas suffisamment les sports de montagne et qu'il ne souhaite aucune distinction de leur part. Le 20 août, il remporte le Leadville Trail 100 en établissant le record du parcours en 15 h 42 min 59 s en battant de 93 minutes le précédent record.
Le 3 juin 2006, il prend à nouveau part à la course de printemps de Vail, qui compte comme championnats des États-Unis de trail de 10 kilomètres. La course étant ouverte aux membres de l'USATF et aux amateurs, Matt refuse de payer la cotisation de 15 $ pour devenir membre temporaire, contrairement à l'année précédente où les organisateurs avaient payé les cotisations temporaires de tous les athlètes amateurs pour des questions d'assurance. Matt court donc hors-championnat mais remporte la course avec 1 min 30 d'avance sur son plus proche poursuivant, Clint Wells. Les organisateurs offrant 1 000 $ au vainqueur plus 100 $ au meilleur athlète USATF, Matt se voyait déjà empocher la prime de victoire. Ces derniers refusent cependant de la lui payer, étant donné le fait qu'il n'a pas cotisé. Le titre et les primes reviennent à Clint Wells. Le 28 août, le marathon de Pikes Peak accueille le Challenge mondial de course en montagne longue distance. Nerveux à l'idée d'affronter les meilleurs athlètes internationaux, Matt est victime d'une violente crise de nerfs la veille du départ qui l'empêche de dormir et lui donne des crampes d'estomac. Il perd près de 2 kg. Connaissant bien son terrain de jeu, il s'empare des commandes de la course qu'il domine de bout en bout et remporte sa septième victoire en 3 h 33 min 7 s, son deuxième meilleur temps. Il remporte le titre mais doit subir une perfusion intraveineuse pour permettre à son corps de récupérer.
Le 21 juin 2008, il bat de plus de 4 minutes le record du parcours de l'ascension du Mont Evans, vieux de 31 ans.
Il remporte sa douzième victoire et la sixième d'affilée au marathon de Pikes Peak en 2011. Il prend sa retraite sportive en 2012 et rachète le magasin de glaces Colorado Custard Company à Manitou Springs.
En 2015, il est admis au Colorado Springs Sports Hall of Fame.

## Caractéristiques physiques
Matt Carpenter possède une VO2max de 90,2 ml/min/kg, la plus haute valeur enregistrée par le centre d'entraînement olympique des États-Unis,.

## Palmarès

### Route
| Année | Compétition                | Lieu              | Place | Épreuve       | Performance     |
| ----- | -------------------------- | ----------------- | ----- | ------------- | --------------- |
| 1982  | Mississippi Blues Marathon | Jackson           | 7e    | Marathon      | 2 h 41 min 23 s |
| 1989  | Garden of the Gods         | Manitou Springs   | 2e    | 10 miles      | 52 min 15 s     |
| 1990  | Steamboat 10K              | Steamboat Springs | 2e    | 10 kilomètres | 30 min 40 s     |
| 1991  | Garden of the Gods         | Manitou Springs   | 3e    | 10 miles      | 48 min 46 s     |
| 1991  | Semi-marathon de Seattle   | Seattle           | 1er   | Semi-marathon | 1 h 6 min 49 s  |
| 1992  | Marathon de Houston        | Houston           | 16e   | Marathon      | 2 h 19 min 44 s |
| 1993  | Garden of the Gods         | Manitou Springs   | 1er   | 10 miles      | 47 min 46 s     |

### Course en montagne
| no  | masculin           | Course                                   | Longueur | Départ            | Temps           |
| --- | ------------------ | ---------------------------------------- | -------- | ----------------- | --------------- |
| 1re | Médaille d'or      | Course de côte de Vail                   | 12 km    | 3 juillet 1988    | 48 min 26 s     |
| 1re | Médaille d'or      | Mount Werner Classic                     | 16,7 km  | 9 juillet 1988    | 1 h 10 min 54 s |
| 1re | Médaille d'or      | Imogene Pass Run                         | 27,5 km  | 10 septembre 1988 | 2 h 13 min 36 s |
| 1re | Médaille d'or      | Course de côte de Vail                   | 12 km    | 2 juillet 1989    | 47 min 27 s     |
| 1re | Médaille d'or      | Mount Werner Classic                     | 16,7 km  | 8 juillet 1989    | 1 h 9 min 50 s  |
| 2e  | Médaille d'argent  | Ascension de Pikes Peak                  | 21,4 km  | 19 août 1989      | 2 h 8 min 25 s  |
| 1re | Médaille d'or      | Imogene Pass Run                         | 27,5 km  | 9 septembre 1989  | 2 h 9 min 41 s  |
| 1re | Médaille d'or      | Course de côte de Vail                   | 12 km    | 1er juillet 1990  | 48 min 0 s      |
| 1re | Médaille d'or      | Mount Werner Classic                     | 16,7 km  | 7 juillet 1990    | 1 h 14 min 12 s |
| 1re | Médaille d'or      | Ascension de Pikes Peak                  | 21,4 km  | 25 août 1990      | 2 h 7 min 36 s  |
| 1re | Médaille d'or      | Imogene Pass Run                         | 27,5 km  | 7 septembre 1991  | 2 h 15 min 5 s  |
| 1re | Médaille d'or      | Course du Mont Washington                | 12,23 km | 20 juin 1992      | 1 h 0 min 43 s  |
| 1re | Médaille d'or      | Course du Mont Washington                | 12,23 km | 19 juin 1993      | 59 min 49 s     |
| 1re | Médaille d'or      | Course de côte de Vail                   | 12 km    | 3 juillet 1993    | 46 min 53 s     |
| 1re | Médaille d'or      | Thyon-Dixence                            | 16,35 km | 1er août 1993     | 1 h 8 min 40 s  |
| 5e  | 5e                 | Sierre-Zinal                             | 31 km    | 8 août 1993       | 2 h 40 min 43 s |
| 1re | Médaille d'or      | Imogene Pass Run                         | 27,5 km  | 11 septembre 1993 | 2 h 5 min 56 s  |
| 1re | Médaille d'or      | Course de côte de Vail                   | 12 km    | 3 juillet 1994    | 47 min 47 s     |
| 1re | Médaille d'or      | Ascension de Pikes Peak                  | 21,4 km  | 20 août 1994      | 2 h 9 min 35 s  |
| 1re | Médaille d'or      | Ascension de Pikes Peak                  | 21,4 km  | 16 août 1997      | 2 h 10 min 41 s |
| 1re | Médaille d'or      | Imogene Pass Run                         | 27,5 km  | 6 septembre 1997  | 2 h 7 min 32 s  |
| 1re | Médaille d'or      | Course du Mont Washington                | 12,23 km | 20 juin 1998      | 1 h 0 min 24 s  |
| 1re | Médaille d'or      | Imogene Pass Run                         | 27,5 km  | 12 septembre 1998 | 2 h 10 min 20 s |
| 2e  | Médaille d'argent  | Course du Mont Washington                | 12,23 km | 19 juin 1999      | 59 min 16 s     |
| 1re | Médaille d'or      | Course de côte de Vail                   | 12 km    | 3 juillet 1999    | 51 min 49 s     |
| 1re | Médaille d'or      | Course de côte de Vail                   | 12 km    | 2 juillet 2000    | 48 min 26 s     |
| 1re | Médaille d'or      | Course de montagne du Barr Trail         | 20,3 km  | 6 août 2000       | 1 h 31 min 22 s |
| 1re | Médaille d'or      | Course de montagne du Barr Trail         | 20,3 km  | 15 juillet 2001   | 1 h 30 min 7 s  |
| 1re | Médaille d'or      | Ascension de Pikes Peak                  | 21,4 km  | 18 août 2001      | 2 h 16 min 13 s |
| 1re | Médaille d'or      | Ascension de Pikes Peak                  | 21,4 km  | 17 août 2002      | 2 h 23 min 22 s |
| 2e  | Médaille d'argent  | Course de montagne du Barr Trail         | 20,3 km  | 13 juillet 2003   | 1 h 34 min 59 s |
| 1re | Médaille d'or      | Course de montagne du Barr Trail         | 20,3 km  | 18 juillet 2004   | 1 h 31 min 3 s  |
| 1re | Médaille d'or      | Championnats NACAC de course en montagne | 12 km    | 4 juin 2005       | 46 min 41 s     |
| 1re | Médaille d'or      | Course de montagne du Barr Trail         | 20,3 km  | 17 juillet 2005   | 1 h 31 min 14 s |
| 1re | Médaille d'or      | Course de montagne du Barr Trail         | 20,3 km  | 16 juillet 2006   | 1 h 30 min 53 s |
| 1re | Médaille d'or      | Course de montagne du Barr Trail         | 20,3 km  | 15 juillet 2007   | 1 h 29 min 33 s |
| 1re | Médaille d'or      | Ascension de Pikes Peak                  | 21,4 km  | 18 août 2007      | 2 h 15 min 56 s |
| 1re | Médaille d'or      | Ascension du Mont Evans                  | 23,3 km  | 21 juin 2008      | 1 h 37 min 1 s  |
| 1re | Médaille d'or      | Course de montagne du Barr Trail         | 20,3 km  | 13 juillet 2008   | 1 h 33 min 27 s |
| 1re | Médaille d'or      | Course de montagne du Barr Trail         | 20,3 km  | 12 juillet 2009   | 1 h 32 min 33 s |
| 3e  | Médaille de bronze | Course de montagne du Barr Trail         | 20,3 km  | 18 juillet 2010   | 1 h 35 min 46 s |

### Skyrunning
| no  | masculin           | Course                                                  | Longueur | Départ          | Temps           |
| --- | ------------------ | ------------------------------------------------------- | -------- | --------------- | --------------- |
| 1re | Médaille d'or      | Marathon de Pikes Peak                                  | 42,2 km  | 21 août 1988    | 3 h 38 min 5 s  |
| 1re | Médaille d'or      | Marathon de Pikes Peak                                  | 42,2 km  | 20 août 1989    | 3 h 39 min 26 s |
| 2e  | Médaille d'argent  | Marathon de Pikes Peak                                  | 42,2 km  | 23 août 1992    | 3 h 43 min 45 s |
| 1re | Médaille d'or      | Marathon de Pikes Peak                                  | 42,2 km  | 22 août 1993    | 3 h 16 min 39 s |
| 1re | Médaille d'or      | Everest SkyMarathon                                     | 42,2 km  | 7 octobre 1993  | 3 h 5 min 40 s  |
| 1re | Médaille d'or      | Aspen-Castle Peak SkyMarathon                           | 42,2 km  | 12 juin 1994    | 3 h 8 min 27 s  |
| 5e  | 5e                 | Monte Rosa SkyMarathon                                  | 35 km    | 16 juillet 1994 | 4 h 52 min 10 s |
| 1re | Médaille d'or      | Everest SkyMarathon                                     | 42,2 km  | 10 octobre 1994 | 2 h 56 min 8 s  |
| 1re | Médaille d'or      | Aspen-Castle Peak SkyMarathon                           | 42,2 km  | 11 juin 1995    | 2 h 45 min 58 s |
| 1re | Médaille d'or      | Cervinia Vertical Kilometer                             | 3,5 km   | 15 juillet 1995 | 42 min 14 s     |
| 1re | Médaille d'or      | Cervinia Breithorn SkyMarathon                          | 27 km    | 16 juillet 1995 | 2 h 32 min 55 s |
| 1re | Médaille d'or      | Everest SkyMarathon                                     | 42,2 km  | 2 octobre 1995  | 3 h 22 min 25 s |
| 1re | Médaille d'or      | Aspen-Castle Peak SkyMarathon                           | 42,2 km  | 9 juin 1996     | 2 h 46 min 22 s |
| 2e  | Médaille d'argent  | Mount Elbert SkyMarathon                                | 20 km    | 30 juin 1996    | 1 h 57 min 52 s |
| 1re | Médaille d'or      | Everest SkyMarathon                                     | 42,2 km  | 6 octobre 1996  | 3 h 3 min 43 s  |
| 3e  | Médaille de bronze | Mexico Iztaccihuatl SkyMarathon                         | 33 km    | 9 novembre 1997 | 2 h 57 min 19 s |
| 1re | Médaille d'or      | Championnats des États-Unis de skyrunning               | 42,2 km  | 28 juin 1998    | 3 h 23 min 10 s |
| 1re | Médaille d'or      | Marathon de Pikes Peak                                  | 42,2 km  | 16 août 1998    | 3 h 44 min 27 s |
| 1re | Médaille d'or      | Everest SkyMarathon                                     | 42,2 km  | 7 octobre 1998  | 2 h 52 min 57 s |
| 1re | Médaille d'or      | Aspen Fila SkyMarathon                                  | 42,2 km  | 27 juin 1999    | 3 h 17 min 19 s |
| 1re | Médaille d'or      | Get High SkyMarathon                                    | 42,2 km  | 25 juillet 1999 | 4 h 36 min 53 s |
| 1re | Médaille d'or      | Marathon de Pikes Peak                                  | 42,2 km  | 19 août 2001    | 3 h 53 min 53 s |
| 1re | Médaille d'or      | Marathon de Pikes Peak                                  | 42,2 km  | 17 août 2003    | 3 h 43 min 46 s |
| 1re | Médaille d'or      | Challenge mondial de course en montagne longue distance | 42,2 km  | 20 août 2006    | 3 h 33 min 7 s  |
| 1re | Médaille d'or      | Marathon de Pikes Peak                                  | 42,2 km  | 19 août 2007    | 3 h 48 min 41 s |
| 1re | Médaille d'or      | Marathon de Pikes Peak                                  | 42,2 km  | 17 août 2008    | 3 h 36 min 54 s |
| 1re | Médaille d'or      | Marathon de Pikes Peak                                  | 42,2 km  | 16 août 2009    | 3 h 37 min 2 s  |
| 1re | Médaille d'or      | Marathon de Pikes Peak                                  | 42,2 km  | 22 août 2010    | 3 h 51 min 34 s |
| 1re | Médaille d'or      | Marathon de Pikes Peak                                  | 42,2 km  | 21 août 2011    | 3 h 48 min 8 s  |

### Ultra-trail
| no  | masculin          | Course                                    | Longueur | Départ            | Temps            |
| --- | ----------------- | ----------------------------------------- | -------- | ----------------- | ---------------- |
| 1re | Médaille d'or     | San Juan Solstice 50 Mile Run             | 50 mi    | 19 juin 2004      | 7 h 59 min 44 s  |
| 1re | Médaille d'or     | Leadville Trail 100                       | 100 mi   | 20 août 2005      | 15 h 42 min 59 s |
| 2e  | Médaille d'argent | North Face Endurance Challenge California | 50 mi    | 1er décembre 2007 | 7 h 10 min 10 s  |
| 1re | Médaille d'or     | North Face Endurance Challenge California | 50 mi    | 6 décembre 2008   | 6 h 49 min 36 s  |

## Palmarès en raquette à neige
| no  | masculin          | Course                                              | Longueur | Départ          | Temps       |
| --- | ----------------- | --------------------------------------------------- | -------- | --------------- | ----------- |
| 1re | Médaille d'or     | Course de côte d'Aspen                              | 4 km     | 27 mars 1993    | 42 min 1 s  |
| 1re | Médaille d'or     | Course de côte d'Aspen                              | 4 km     | 26 mars 1994    | 45 min 57 s |
| 1re | Médaille d'or     | Course de côte d'Aspen                              | 4 km     | 20 mars 1999    | 41 min 1 s  |
| 1re | Médaille d'or     | Championnats d'Amérique du Nord de raquette à neige | 10 km    | 20 janvier 2001 | 59 min 30 s |
| 2e  | Médaille d'argent | Championnats d'Amérique du Nord de raquette à neige | 10 km    | 5 mars 2006     | 44 min 29 s |

## Records
| Épreuve       | Performance     | Date             | Lieu             |
| ------------- | --------------- | ---------------- | ---------------- |
| 10 kilomètres | 30 min 35 s     | 25 juillet 1993  | Colorado Springs |
| 15 kilomètres | 47 min 46 s     | 13 juin 1993     | Manitou Springs  |
| 10 miles      | 52 min 15 s     | 11 juin 1989     | Manitou Springs  |
| Semi-marathon | 1 h 6 min 49 s  | 30 novembre 1991 | Seattle          |
| Marathon      | 2 h 19 min 44 s | 26 janvier 1992  | Houston          |